# Vénus, Mars et Cupidon
Vénus, Mars et Cupidon est une peinture à l'huile sur panneau (72 × 182 cm) de Piero di Cosimo, datant de 1490 environ et conservée à la Gemäldegalerie de Berlin,.

## Histoire
L'œuvre était probablement un panneau décorant un cassone, un coffre médiéval florentin, et a été détenu  par Giorgio Vasari.

## Description
Le sujet est un thème néo-platonicien déjà représenté par Botticelli dans sa Vénus et Mars de la National Gallery de Londres (1482-1483). Le dieu de la Guerre, Mars, se trouve assoupi par les effets de la petite mort, la torpeur qui suit l'acte sexuel. En ce sens, Vénus, déesse de l'Amour, a gagné et il s'agirait donc d'une allégorie de l'Amour triomphant de la Guerre. La déesse est représentée nue et allongée, en train de jouer avec son fils Cupidon, entourée d'animaux symboliques comme un lièvre blanc et un papillon (une écaille chinée). Mars est à droite, derrière les deux colombes qui symbolisent, aujourd'hui comme alors, l'Amour tendre. Au fond, un groupe de putti joue avec ses armes et son armure.
La scène se déroule dans l'ombre de buissons de myrte, plante sacrée de la déesse, où elle avait trouvé refuge après sa naissance sur les côtes de Chypre. L'arrière-plan est constitué d'une vue sur un lac dans lequel les objets éloignés sont fondus dans des tons bleu en raison de la brume, selon la perspective aérienne utilisée par les peintres de ce temps.

Détails
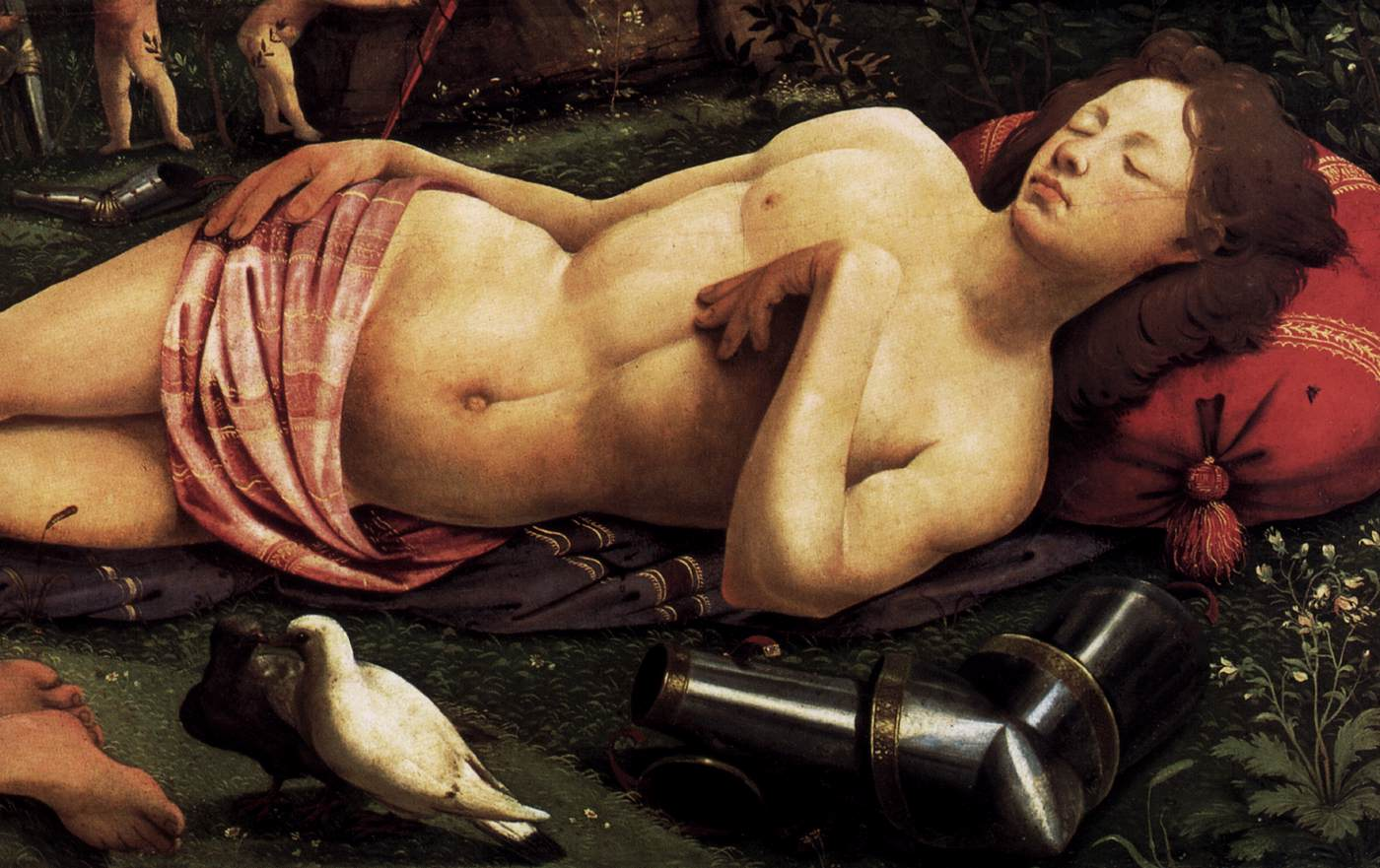
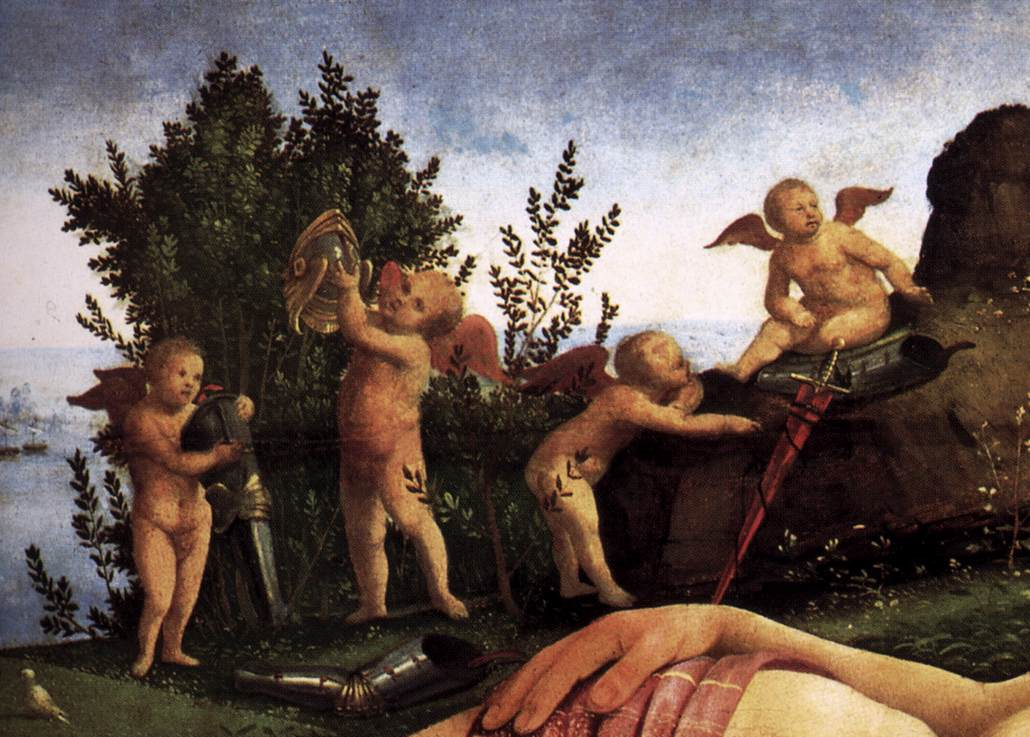
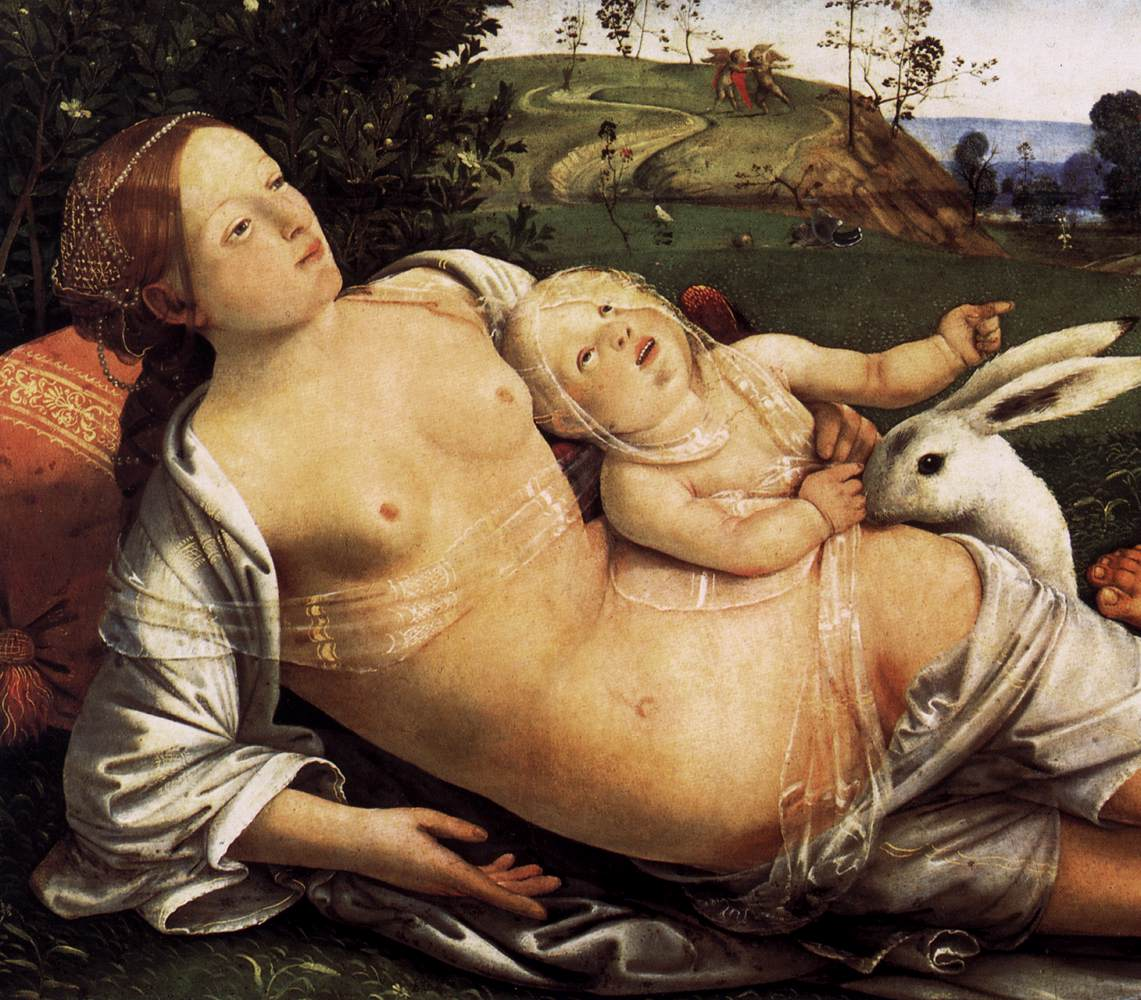
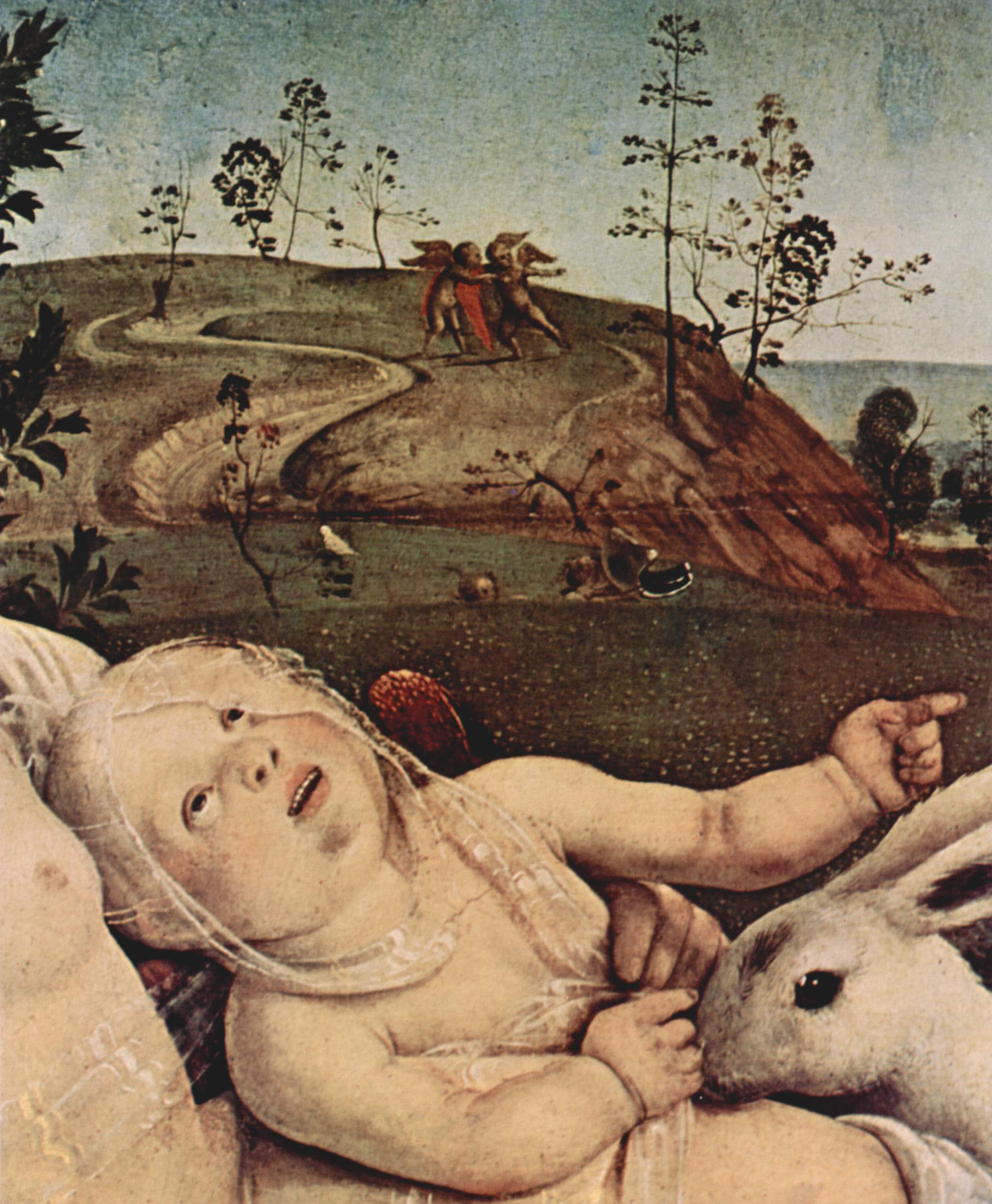
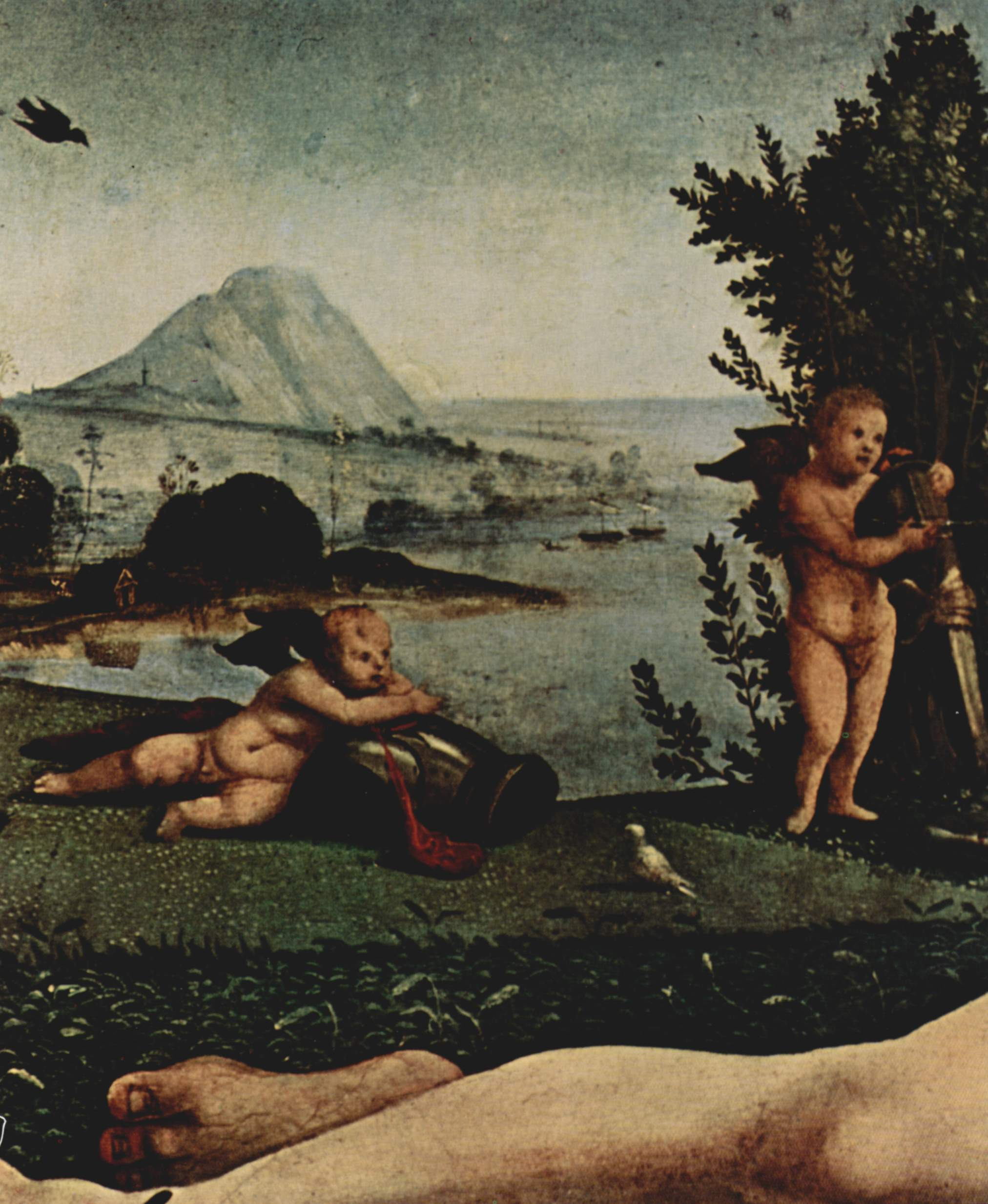